# Jorge Luis Pinto
Jorge Luis Pinto Afanador (nascut el 16 de desembre de 1952 a San Gil, Departament de Santander) és un entrenador de futbol colombià, que ha entrenat la selecció de Costa Rica i la d'Hondures.